# 蘇嘉全
蘇嘉全（1956年10月22日—），中華民國政治人物，民主進步黨籍，屏東縣長治鄉繁昌村人，現任臺灣日本關係協會會長、台灣綠色立委聯盟理事長，曾任總統府秘書長、立法院院長、立法委員、行政院農業委員會主任委員、屏東縣縣長、內政部部長及國民大會代表等職務。
蘇嘉全自地方民意代表、幕僚幹部、地方行政官員、中央內閣閣員均有歷練，亦曾任兩屆立法委員、國民大會代表等中央民代職位。黨職上擔任過兩任民主進步黨秘書長，並曾擔任兩屆屏東縣縣長，創下屏東縣二十幾年來首次的縣長連任紀錄；陳水扁政府執政後，曾任內政部部長與農委會主委等政府要職。2012年1月14日和時任民主進步黨主席蔡英文搭檔參選第13任正副總統，以609萬3587票、80萬票之差敗給中國國民黨尋求連任的總統馬英九及時任行政院院長吳敦義。
2016年立委選舉中當選第九屆不分區立委，隨後當選立法院院長，成為中華民國史上首位非國民黨籍及首位民進黨籍的立法院院長。
2020年5月20日，接任總統府秘書長；同年8月2日因姪子蘇震清涉及貪污而宣布請辭，隔日總統府宣布由李大維接任。
2022年5月27日，接任臺灣日本關係協會會長。

## 早年
父親蘇興旺為豬肉攤販、母親陳水蔭為傳統農家婦女，家中共8位子女，蘇嘉全排行老么，大姊為蘇秀美、大哥為蘇嘉川、二哥為蘇嘉富、外甥為張世文、岳母為洪木蒞、姪子為蘇震清，曾任立法委員。
蘇嘉全的童年是在屏東縣北大武山山腳下度過，就讀繁華國小期間，喜歡看武俠小說、踢足球和排球，並從繁華國小及長治國中念到屏東高中，考上國立臺灣海洋大學後北上求學。1979年，自國立台灣海洋大學水產製造系（今食品科學系）畢業後，開始在金馬地區擔任預備軍官、醫官，1981年，退役後擔任過凱勝塑膠公司業務推銷員、凱勝塑膠業務經理、教師。1984年，與警察出身的洪恆珠結婚。1989年，父親過世。

## 從政生涯
1985年，蘇嘉全當時為了替哥哥蘇嘉川拿回新台幣3萬元保證金，硬著頭皮參選屏東縣議會議員。直到1986年，在黨外公政會的推薦下參選屏東縣議員，結果以最高票落選。同年，蘇嘉全參與民主進步黨建黨，擔任屏東縣黨部主任委員，並當選國民大會代表。1991年，出任民進黨國大黨團召集人，曾在國民大會掀桌抗議「萬年國會」（中央民代長期不改選）而被憲警抬出場外。
1993年，在屏東縣當選第二屆立法委員，1995年獲連任當選第三屆立法委員。1997年參選第十三屆屏東縣縣長，以過半票數當選，擊敗中國國民黨提名的曾永權。擔任縣長期間，以「東港黑鮪魚」和「恆春風鈴節」的方式行銷屏東。2001年再度以過半票數連任第十四屆屏東縣縣長，成為首位連任成功的非國民黨籍縣長。因蘇嘉全面色黝黑，加上推銷黑鮪魚有成，使其贏得「黑鮪魚」的綽號。
2004年4月，出任內政部部長，在民進黨內也任職中央執行委員與中央評議委員，在擔任內政部部長期間，簽署命令廢止編印大陸地區地圖注意事項。2006年1月，轉任行政院農業委員會主任委員。2009年三合一選舉，蘇嘉全擔任民進黨的選戰策略小組召集人。
2010年5月20日，蘇嘉全空降參選臺中市市長後，辭去民主進步黨秘書長一職，11月27日的五都選舉最終在不被看好的情況下小輸給國民黨提名、尋求連任的胡志強。吳乃仁於選後請辭祕書長一職，民主進步黨主席蔡英文於同年12月20日宣佈蘇嘉全重新接任秘書長，於同日的中執會後正式上任。
2011年9月9日，蘇嘉全接受蔡英文的邀請，成為2012年總統選舉副總統候選人，隔年1月14日宣告落敗。

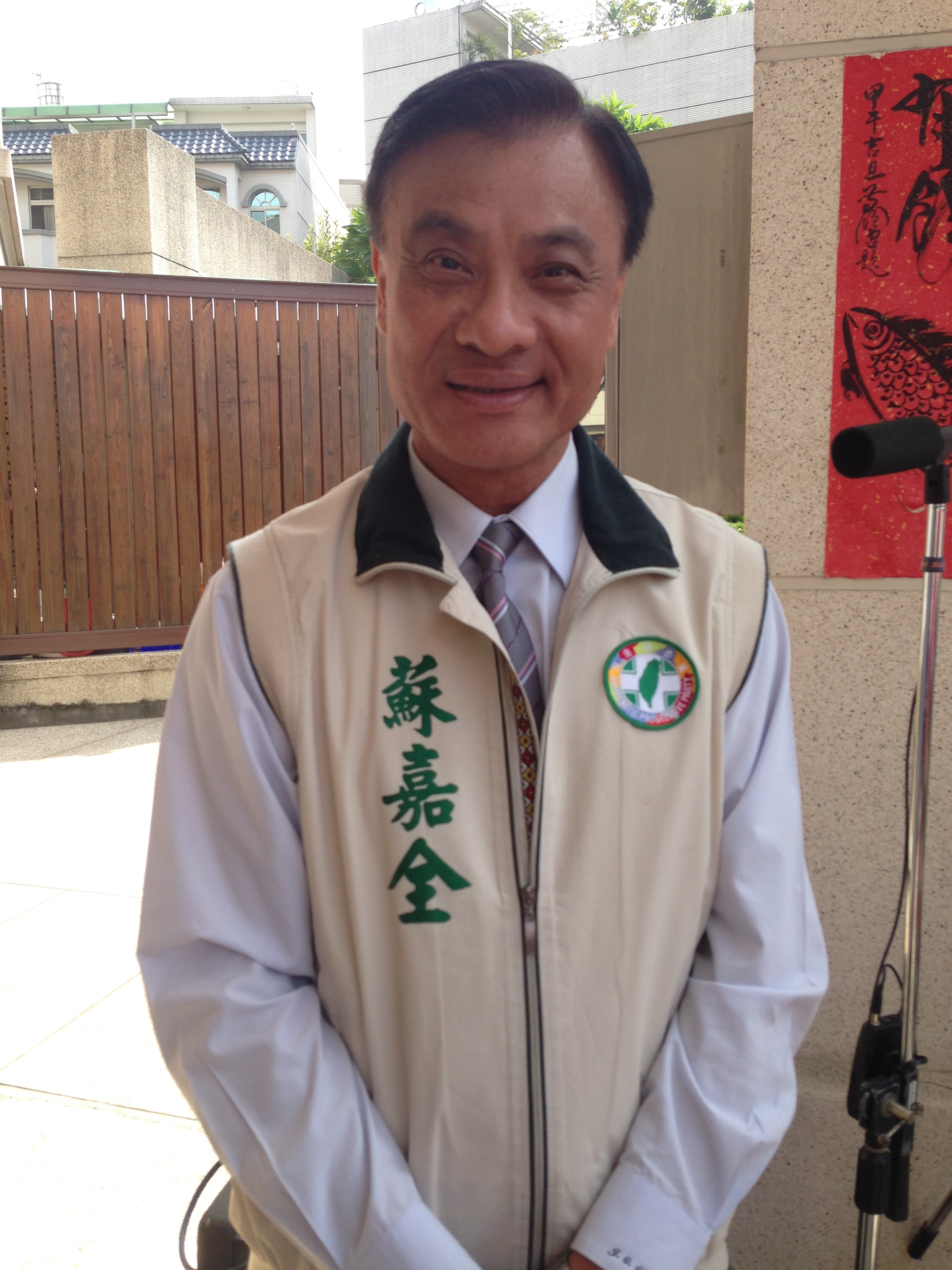
2014年的蘇嘉全

2015年11月11日，民進黨第9屆不分區立委名單出爐，蘇嘉全排名第9位，並於隔年1月16日當選。
2016年1月29日，與有意角逐立法院院長的柯建銘、陳明文經過協調後，確定由他與蔡其昌一同角逐立院正副龍頭寶座。2016年2月1日，以74票確認當選為第9屆立法院院長。

2018年7月18日至20日，立法院長蘇嘉全與立法委員邱志偉、尤美女、蔡適應、林昶佐及多名企業界人士率團訪問英国。獲得英國上議院議長諾曼·福勒親自會晤，並與台英國會小組榮譽會長史蒂爾勳爵、上議院副議長暨首相對台貿易特使福克納勳爵及上議員诺曼·福斯特陪同會見。並與自由民主黨主席布林頓、多名議員及國際自由聯盟重要成員於全國自由俱樂部進行座談。布林頓表示欣見同屬國際自由聯盟友黨的民進黨成為執政黨，時值自由民主價值在歐洲逐漸退潮，期盼理念相近的自由主義政黨，共同致力推動所堅信的普世價值。
2018年7月25日，蘇嘉全率團訪問法國，與立委尤美女等人在台灣駐法代表吳志中陪同下，進入法國國民議會，創下史上台灣立法院長進入國民議會議場的首例。蘇嘉全受到身為法國國民議會友臺小組主席、共和國前進！黨籍議員的賽沙里尼以來自「台灣的立法院長」介紹蘇嘉全與團員，賽沙里尼亦在臉書及推特上分享此事。並肯定「台灣是法國在亞洲自豪的民主兄弟！」
2018年九合一選舉過後，蔡英文總統為民進黨慘敗而負責並辭去黨主席一職，其後多人被傳出有意角逐黨主席一職。11月27日，多間傳媒引述消息指總統官邸的黨會議上各派系共同推選蘇嘉全為黨主席候選人，亦傳出其已經辭去立法院院長一職。惟蘇嘉全辦公室在當晚否認有關消息。
2022年7月，民進黨備戰年底地方選舉，蘇嘉全出任臺中市市長參選人蔡其昌競選總部主任委員。

## 个人事蹟

### 2017年10月中華民國國慶煙火在台東
2017年10月，國慶煙火百年來首次移師臺東縣施放。施放前一個月，台東立委劉櫂豪向立法院院長蘇嘉全提議，蘇嘉全隨即徵詢臺東縣縣長黃健庭的意見。黃認為這將是個難得的機會，尤其2016年台東飽受風災打擊，國慶煙火施放有助提振產業。在臺東縣政府、立委劉櫂豪等通力合作之下促成了這場盛事。

## 爭議事件
- 台中治安大遊行

2005年11月20日，時任內政部部長的蘇嘉全擁有維持全國治安之內政部警政署的管轄權，但其隨民進黨臺中市市長參選人林佳龍及其他泛綠立委上街頭抗議臺中市的治安不佳。蘇嘉全隨後遭到廣泛批評，指蘇身為主管機關首長竟然抗議自己毫無作為，另外此舉嚴重打擊員警士氣。
- 菜價失言

2007年10月22日，柯羅莎颱風已走了逾半個月，但菜價居高不下。時任行政院農業委員會主任委員的蘇嘉全回應，農委會一天釋出300公噸的庫存和冷凍蔬菜，蔬菜供應已維持在900公噸；而且蔬菜種類多達千種，選擇很多，「為什麼有人要買一顆（新台幣）兩百多元的，不去買一把5元的？」
- 祖墳及農舍爭議

2007年12月，時任農委會主委的蘇嘉全被民眾檢舉其在屏東縣長治鄉的豪華農舍是違章建築，且建築執照是在其任屏東縣縣長時核發。長治鄉公所調查後，雖然確認農舍主體是合法建築，不過周圍土地並未農地農用，遂函送屏東縣政府農業局處理。
2011年9月16日，國民黨立委邱毅接連爆料已參選副總統的候選人蘇嘉全，指蘇的家人多次違法牟利。邱毅進一步指控，蘇嘉全家中的祖墳建在向政府承租的農牧用地之上，有部分甚至佔用鄉公所的承租土地。鄉公所表示，將重新丈量用地及召開兩鄉共同土地委員會，再經鄉民代表會同意後，將依殯葬法規處理及決定是否收回土地或要求蘇家搬遷祖墳。
邱毅另指控蘇嘉全位於屏東縣長治鄉的住家登記為農舍且加蓋違建，此舉違反「農地農用」。屏東縣政府認定該農舍為合法，但農委會對此仍有疑異，引發中央與地方爭執，邱毅進而在10月4日至臺北地檢署控告屏東縣政府瀆職。蘇嘉全則回應，若是自宅的農舍違法，願意配合依法改善或拆遷，但他將會對不實爆料的名嘴提出告訴。
2011年10月18日，蘇嘉全召開記者會宣布，他將把農舍捐給屏東縣長治鄉公所，作為公益使用。12月14日，屏東縣縣長曹啟鴻拿出農委會的回函影本，以文件上之文字「農民資格非僅以職業別為審認基準」的說明強調蘇家農舍及農地本就合法。
2013年5月，全案經屏東地檢署主任檢察官林柏宏和林彥良先後偵辦並偵查終結後，以蘇嘉全罪嫌不足，予以不起訴處分。
- 妻子升職爭議

2007年12月12日，時任農委會主委的蘇嘉全被立委費鴻泰質疑其主導的「農業生技園區管理局組織法」將使其公務員的妻子洪恆珠（警察系統出身）在短短的二年間由九職等直升為12職等，和許多公務員十年左右的年資相比出乎尋常，而且其妻無生技背景卻能成為管理局副主任。對此指控，蘇嘉全回應其妻在他擔任農委會主委前即已擔任農委會屏東生物科技園區籌備處副主任一職，而且其妻有國立中山大學管理學碩士（EMBA）學歷。
2011年，國民黨立委邱毅指控蘇嘉全時任農委會屏東農業生物園區副主任的妻子洪恆珠於9月13日到屏東慈鳳宮幫蘇嘉全拜票，是否使用上班時間從事拜票行為，此舉違反行政中立原則，但洪恆珠事後證實當天有請事假。
蘇嘉全的妻子洪恆珠又被爆料在屏東市廣東路擁有一間違建鐵皮屋出租給他人作商業行為，其租金收入涉嫌逃漏稅，而此消息曝光後，該違建在隔日立刻被拆除。
- 開放大量珊瑚船執照

2008年蘇嘉全在卸任農委會主委前，開放大量珊瑚開採漁船執照，引起環保團體強力撻伐。
- 胞兄違法出租農地

邱毅指控蘇嘉全的胞兄蘇嘉川違法將農牧用地在每週一出租給夜市擺攤，蘇嘉川的妻子邱招菊負責收費，近20年疑獲利近新台幣2,000萬元且未報稅。另此地起初申請的三個電表皆為農業用的「噴藥照明用電」，為農業用優待電價；其中一個曾被台灣電力公司查獲其為營業使用，因此改為營業用電計費。
- 基金會爭議

由蘇嘉全擔任榮譽董事長且妻子洪恆珠擔任董事長的椰林文教基金會，因其多承包向中央及屏東縣政府的地方招標案，被邱毅質疑疑似貪汙的洗錢管道。邱毅指出椰林基金會的所有人已在消息被爆出後，委託永慶房屋仲介公司屏東瑞光分店托售其不動產。邱毅並向台北地方檢察署聲請以防止爭議事證被湮滅，全案目前已移交屏東地方檢察署。
蘇嘉全在被媒體詢問時，矢口否認曾委託出售該屋，並要求邱毅提出托售授權書，為防止名譽遭到詆毀，已向台北地方檢察署提出加重毀謗及其他是否有違選舉罷免法之事宜。
- 佔領立院立場

2016年11月1日，反一例一休修法的青年闖進立法院，佔領民主進步黨立法院黨團總召集人柯建銘的辦公室，隨後被警方驅離。立法院院長蘇嘉全聞訊後指示草擬立院共同聲明譴責脫序、違法行為，希望各黨團一起連署，但因在野黨反對而未能通過。由於2014年太陽花學運時蘇嘉全曾在臉書發文支持佔領立法院的學生，並呼籲「希望政府能正視民意，站在人民的立場」，因此被網友質疑在野與執政時期的標準不一。
- 水災期間在日本

2018年8月28日，南台灣豪雨成災，各地災情陸續傳出，副總統陳建仁24日帶著全家人跑來金門縣度假，引發批評。立法院院長蘇嘉全也被民眾目擊現身日本，被懷疑也是旅遊。立法院秘書長林志嘉表示，蘇嘉全是受到日本政府邀請而前往訪問，妻子也同行；不過，因為擔心台灣災情，蘇嘉全提前在該日返國。

## 選舉紀錄
| 年度 | 選舉屆數                         | 選舉區                                 | 所屬政黨   | 得票數    | 得票率 | 當選標記 | 備註 |
| ---- | -------------------------------- | -------------------------------------- | ---------- | --------- | ------ | -------- | ---- |
| 1985 | 第十一屆屏東縣議員選舉           |                                        | 無黨籍     |           |        |          |      |
| 1986 | 第一屆國民大會代表第三次增額選舉 | 屏東縣選舉區                           | 無黨籍     |           |        |          |      |
| 1992 | 第二屆立法委員選舉               | 屏東縣立法委員選舉區                   | 民主進步黨 | 78,181    | 19.59% |          |      |
| 1995 | 第三屆立法委員選舉               | 屏東縣立法委員選舉區                   | 民主進步黨 | 85,156    | 21.88% |          |      |
| 1997 | 第十三屆屏東縣縣長選舉           | 屏東縣                                 | 民主進步黨 | 227,506   | 55.42% |          |      |
| 2001 | 第十四屆屏東縣縣長選舉           | 屏東縣                                 | 民主進步黨 | 239,284   | 55.34% |          |      |
| 2010 | 第一屆臺中市市長選舉             | 臺中市                                 | 民主進步黨 | 698,358   | 48.88% |          |      |
| 2012 | 第十三任總統、副總統選舉         | 第十三任總統、副總統選舉               | 民主進步黨 | 6,093,578 | 45.63% |          |      |
| 2016 | 第九屆立法委員選舉               | 全國不分區及僑居國外國民立法委員選舉區 | 民主進步黨 | 5,370,953 | 44.06% |          |      |

## 榮譽

### 中華民國勳章獎章
- 一等卿雲勳章（2024年5月13日於總統府頒授）[53]

## 外部連結
- 蘇嘉全的Facebook專頁
- YouTube上的蘇嘉全頻道

| 中華民國政府職務                   | 中華民國政府職務                                                | 中華民國政府職務                   |
| ---------------------------------- | --------------------------------------------------------------- | ---------------------------------- |
| 屏東縣政府                         |                                                                 |                                    |
| 前任： 張滿泉（代理） 正任：伍澤元 | 屏東縣縣長 第十三、十四屆 1997年12月20日－2004年4月8日          | 繼任： 吳應文（代理） 正任：曹啟鴻 |
| 行政院                             |                                                                 |                                    |
| 前任： 余政憲                      | 內政部部長 第二十五任 2004年4月9日－2006年1月25日               | 繼任： 李逸洋                      |
| 前任： 李金龍                      | 行政院農業委員會主任委員 第九任 2006年1月25日－2008年5月20日    | 繼任： 陳武雄                      |
| 立法院                             |                                                                 |                                    |
| 前任： 王金平                      | 立法院院長 第九屆 2016年2月1日－2020年2月1日                    | 繼任： 游錫堃                      |
| 中華民國總統府                     |                                                                 |                                    |
| 前任： 陳菊                        | 總統府秘書長 第三十六任 2020年5月20日－2020年8月2日             | 繼任： 劉建忻（代理） 正任：李大維 |
| 政党职务                           |                                                                 |                                    |
| 民主進步黨                         |                                                                 |                                    |
| 前任： 吳乃仁                      | 民主進步黨秘書長（首次） 第十六任 2009年12月20日－2010年5月20日 | 繼任： 吳乃仁                      |
| 前任： 吳乃仁                      | 民主進步黨秘書長（再次） 第十八任 2010年12月20日－2012年6月5日  | 繼任： 林錫耀                      |